# Дядя Сэм (фильм, 1996)
«Дядя Сэм» (англ. Uncle Sam) — американский фильм ужасов с элементами комедии 1996 года. Фильм имеет рейтинг R, то есть лицам до 17 лет просмотр разрешён в присутствии родителей. Мировая премьера состоялась 13 ноября 1996 года в Греции, впервые в США он был показан лишь 4 июля 1997 года. Бюджет картины составил два миллиона долларов.

## Сюжет
Сэм Харпер с детства проявлял интерес к войне. Он был горячим патриотом США и поддерживал военные действия, считая, что они принесут благополучие его стране. Пацифистов он считал трусами и презирал их. Сэм выбрал военную карьеру. Он воевал во Вьетнаме, затем принимал участие в операции «Буря в пустыне». В Кувейте вертолёт, где сидел Харпер, был сбит и весь экипаж погиб. Мастер-сержанта Сэма Харпера считали без вести пропавшим, но через три года сбитый вертолёт со сгоревшими людьми обнаружили американские военные. Осматривая вертолёт они приходят к выводу, что вертолёт скорее всего был сбит по ошибке своими же. В следующий момент обгоревший и изрядно погнивший труп Сэма Харпера чудесным образом оживает и расстреливает военных, после чего снова ложится на то место, где лежал раньше.
Накануне Дня Независимости гроб с телом Сэма отправляют в США к его единственным родственникам в Твин-Риверсе в Нью-Джерси — его жене Луизе, его сестре Салли Бейкер и его племяннику Джоди. Последний был очень близок с Сэмом, разделяя его мнение и мечтая стать солдатом, когда вырастет (Джоди даже хранит все медали дяди). Сэма решают похоронить с почестями на городском кладбище и его гроб выставлен для прощания в гостиной дома Бейкеров. Джоди решает положить в гроб медали Сэма и ночью по-тихому пытается это сделать — ему удаётся отпереть замки гроба, но засунуть ящик с медалями в гроб не получается. Он возвращается к себе в спальню, а через какое-то время Сэм вылезает из гроба, пробирается в спальню Джоди и надевает на своё обожжённое тело медали. Затем он выходит на улицу и убивает парня в костюме Дяди Сэма, подглядывающего за девушкой, а костюм забирает себе. Затем он идёт на кладбище, где его должны были похоронить, и видит там, как три хулигана жгут американский флаг и оскверняют вырытую для него могилу. Сэм заживо закапывает первого хулигана, а второго вешает на место флага.
На следующий день в городе проводится парад. На него является Сэм в своём новом костюме и начинает жестоко убивать каждого, кто по его мнению, ведёт себя непатриотично. Вечером, он зажаривает с помощью фейерверка мэра города и на празднике начинается паника. Параллельно Луиза и Салли рассказывают Джоди шокирующую правду про того, кого он считал героическим кумиром: оказывается, военный патриотизм Сэма был лишь одной стороной медали. В быту же он был алкоголиком и неуравновешенным психопатом, который сначала мучил и насиловал Салли, а когда встретил Луизу, то запуганная им Салли не посмела рассказать будущей невестке правду про её жениха, посчитав, что тогда он переключится на ту, что и произошло. Военным же Сэм стал вовсе не из патриотизма, а просто потому, что ему нравилось убивать. Вскоре в дом заявляется сам мёртвый дядя Сэм. Он говорит, что вернулся из мёртвых ради Джоди. Джоди выходит с ним из дома. Но на улице их поджидают мальчик-инвалид и сослуживец Сэма с пушкой, которую он взял с парада. Джоди убегает от дяди Сэма, а сослуживец стреляет из пушки. Однако один выстрел не убивает Сэма. Сослуживец вставляет второе ядро и выстреливает. Дядю Сэма разносит на куски. Все празднуют победу.
Всё произошедшее наложило отпечаток на Джоди. Теперь он полностью отказался от своих былых милитаристских взглядов. Фильм заканчивается сценой, где мальчик во дворе дома сжигает свои игрушки, связанные с войной и оружием. Во время финальных титров звучит голос Сэма Харпера, который рассказывает о своей жизни на войне.

## Внешность Сэма Харпера
На протяжении всего фильма Сэма Харпера показывают в виде чёрного сгнившего покойника. Глаза его имеют зелёный цвет. На актёра, игравшего его, наложено несколько килограммов грима. Увидеть Сэма в его нормальном состоянии до смерти можно только на фотографии, где написано «Джоди от дяди Сэма».

## Факты
- Это последняя режиссёрская работа Уильяма Лустига.
- Слоган фильма — «Uncle Sam wants you… DEAD!»
- Некоторые постеры фильма пародируют агитационные плакаты первой половины XX века.
- В фильме заложен антивоенный смысл
- Сюжет фильма во многом перекликается с другой известной картиной Уильяма Лустига — «Маньяк-полицейский». Сценарий к обоим фильмам написал один человек.
- Картина посвящена итальянскому режиссёру и сценаристу Лучо Фульчи, известному своими кровавыми фильмами ужасов. В начале финальных титров написано «to Lucio».
- Начальные титры идут на фоне документальных съёмок, где изображён Дядя Сэм.
- На VHS копии, видны ляпы со страховкой Дяди Сэма